# 北海道局
北海道局（ほっかいどうきょく）は、国土交通省の内部部局の一つ。北海道の総合的な開発計画の企画・立案及び推進などの役割を担っている。2001年に国土交通省に統合された北海道開発庁を前身とする。

## 組織
- 局長
  - 総務課
  - 予算課
  - 水政課
  - 港政課
  - 地政課
  - 農林水産課
  - 参事官

（『e-Gov 電子政府の総合窓口』より）